# Теодор Генріх Герман фон Гелдрейх
Теодор Генріх Герман фон Гелдрейх (нім. Theodor Heinrich Hermann von Heldreich, 3 березня 1822 — 7 вересня 1902) — німецький і грецький ботанік.

## Біографічні відомості
Теодор Генріх Герман фон Гелдрейх народився в Дрездені 3 березня 1822 року. Після вивчення філософії у Фрайбурзі вивчав ботаніку з 1837 по 1842 в Монпельє і Женеві.
Теодор Генріх Герман фон Гелдрейх жив в Греції з 1851 року. З цього ж року він був директором ботанічного саду в Афінах. З 1858 по 1883 рік Теодор Генріх Герман фон Гелдрейх був куратором Музею природничої історії Афінського університету.
1892 року він став членом німецького товариства дослідників природи «Леопольдина». Помер у віці 80 років у Афінах 7 вересня 1902 року.

## Почесті
Вид Heldreichia Boiss. із родини Капустяні названий на його честь.

## Основні праці
- «Ueber Griechische Arbutus Arten» (1844)
- «Catalogus Plantarum Hispanicarum in Provincia Giennensi» (1850)
- «Ueber die neue arkadische Tanne» (1860)
- «Descriptio specierum novarum» (1860)
- «Zur Kenntniss der griechischen Tannen» (1861)
- «Ueber Pflanzen der griechischen, insbesondere der Attischen Flora, die als Zierpflanzen empfehlenswerthsind» (1861)
- «Tulipa Orphanidea Boiss und die Tulpen Griechenlands» (1862)
- «Die Nutzpflanzen Griechenlands» with particular reference to modern Greek and Pelasgic common names (1862)
- «Sertulum plantarum novarum vel. minus cognitarum Florae Hellenicae» (Florence 1876)
- «Zwei neue Pflanzenarten der Jonischen Inseln» (Vienna, 1877)
- «Ueber die Liliaceen-Gattung Leopoldia und ihre Arten» (Moscow 1878)
- «La Faune de la Grèce» (1878)
- «Der Asphodelos, ein griechisches Pflanzenbild» (Berlin 1881)
- «Flore de l'ile de Céphalonie» (Lausanne 1883)
- «On a Botanical Excursion in Attica» (1883)
- «Bericht über die botanischen Ergebaisse einer Bereisung Thessaliens» (Berlin 1883)
- «On the Hyoscyamus» (1884)
- «On the Hop (Humulus lupulus) and its cultivation in Greece» (1885)
- «Note sur une nouvelle espèce de Centaurea de l'ile de Crète» (Paris 1890)
- «The Flora of Mt. Parnassus» (1890)
- «Homeric Flora» (1896)
- «Study on the Pellitory (Parietaria), a Medicinal Herb of the Ancients» (1899)
- «The Flora of Aegina» (Athens, 1898)
- «On the Strychnos of the Ancients» (Athens, 1899)
- «The Flora of Thera» (1899)
- «On the Plants Providing Greek Tea» (1900)
- «Botany in Relation to Mathematics» (1901)
- «Contributions to the Compilation of a Flora of the Cyclades» (1901)
- «Fungi in the Economy of Nature» (1901).